# Dactylastele poupineli
Dactylastele poupineli is een slakkensoort uit de familie van de Calliostomatidae. De wetenschappelijke naam van de soort is voor het eerst geldig gepubliceerd in 1875 door Montrouzier in Souverbie & Montrouzier.